# Maxim Meneghini
Pas d'image ? Cliquez ici

a Compétitions nationales et continentales officielles uniquement.

b Matchs officiels uniquement.
Dernière mise à jour le 1 août 2021.
Maxim Meneghini, né le 27 novembre 1993 à Orange, est un joueur international algérien de rugby à XV qui évolue au poste de centre au sein de l'effectif de l'Aviron gruissanais.

## Biographie

### En club
Maxim Meneghini né le 27 novembre 1993 à Orange dans le Vaucluse. Sa grand-mère paternelle est née à Tébessa en Algérie. Il est scolarisé à Camaret-sur-Aigues en primaire, juste en face d'un club de judo, sport qu'il pratique dès l'age de cinq ans. Après quatre ans de judo et une ceinture orange. Il commence le rugby en minimes dans sa ville natal à Orange, puis en juniors Crabos il rejoint CS Bourgoin-Jallieu pour deux saisons, avant d'intégrer le Castres olympique en Reichel et Espoirs. Il y joue une finale face à USA Limoges et ce fais repérer par l'entraîneur limougeaud qui le fait signer en 2015. Après trois saisons, il signe à l'Avenir valencien pour la saison 2018-2019.

### Carrière internationale
Maxim Meneghini a honoré sa première cape internationale en équipe d'Algérie le 17 décembre 2016 contre l'équipe du Maroc lors du Tri-nations maghrébin au Stade Ahmed-Zabana à Oran, en Algérie.
Le 4 novembre 2017, il joue contre l'équipe de Zambie lors de la finale de la Bronze Cup au Leopards Rugby Club Stadium de Mufulira, en Zambie. Le XV aux deux Lions s'impose sur le score de 30 à 25, et s’assurant une place au niveau supérieur,.
En décembre 2017, il est sélectionné pour participer au Tri-nations maghrébin au Stade municipal d'Oujda au Maroc. Après une victoire 36 à 13 face à la Tunisie, les algériens s'inclinent 20 à 13 face au Maroc.
En juillet 2018, il est de nouveau appelé en sélection pour participer à la Rugby Africa Silver Cup (groupe nord) au stade Michel Coulon de Toulouse en France. Après une victoire 22 à 18 face au Sénégal le 8 juillet,, puis une victoire 23 à 13 face à la Côte-d'Ivoire le 14 juillet, l'Algérie remporte la finale 31 à 0, ce qui lui permet d'accéder à la Rugby Africa Gold Cup l'année suivante. Maxim Meneghini est titulaire lors des trois rencontres.
L'édition 2019-2020 de la Rugby Africa Cup est finalement annulée en raison de la pandémie de Covid-19.
En juillet 2021, il est de nouveau appelé en sélection par le sélectionneur Boumedienne Allam, pour participer au premier tour de la Rugby Africa Cup à Kampala en Ouganda, contre l'équipe du Ghana et de l'Ouganda. Après une défaite 22 à 20 contre le Ghana, le XV aux deux Lions s'impose face au pays hôte 16 à 22 et se qualifie pour le Top 8 africain. Maxim Meneghini est titulaire lors de ses deux rencontres.

## Statistiques en équipe nationale
Maxim Meneghini compte 10 sélections en équipe d'Algérie depuis 2016.
- Sélections par année : 2 en 2016, 3 en 2017, 3 en 2018 et 2 en 2021.

## Palmarès
- Algérie
  - Vainqueur de la Rugby Africa Bronze Cup en 2017.
  - Vainqueur de la Rugby Africa Silver Cup en 2018.